# Baumann BT-120
Le Baumann BT-120 ou Mercury Aerobat était un avion biplan biplace d'école et d'entrainement à la voltige américain. Il constituait l'aboutissement d'une famille d'appareils légers dessinés par Jack Baumann dont aucun ne fut produit en série.

## Les prédécesseurs

### Baumann B-65
Biplan biplace à cabine fermée et moteur Velie de 65 ch conçu par Jack Baumann pour son usage personnel alors qu'il travaille chez Taylor Aviation Company (en) à Alliance, Ohio. L'unique exemplaire (NX18151) a volé en 1938.

### Baumann B-90
Remotorisation du précédent avec un moteur Lambert de 90 ch.

### Baumann B-100
Directement dérivé du précédent, ce biplan quadriplace à cabine fermée et train escamotable était caractérisé par l'implantation du plan inférieur en avant du plan supérieur, ce qui lui donnait une allure très proche de celle du Beech 17, dont il se distinguait cependant par des mâts d’entreplan en N. La voilure était de construction mixte, longerons en bois et nervures en aluminium, des volets occupant la totalité du bord de fuite du plan supérieur et des ailerons la totalité du bord de fuite du plan inférieur. L’empennage avait une structure tubulaire en acier et l’ensemble était entoilé.
Le prototype fut commencé durant ses moments de loisirs par Jack B. Baumann alors qu’il travaillait toujours chez Taylor Aviation Company à Alliance, Ohio. Il fut achevé, avec l’aide de certains employés de Taylor, à Knoxville, Tennessee, où Baumann fonda Baumann Aircraft Corp en 1938. Il effectua son premier vol le 3 janvier 1940 (NX18160) avec un moteur 4 cylindres en ligne inversés Allied Monsoon de 100 ch (Régnier 4E-0).

### Baumann B-120
Le moteur du B-100 était en fait un moteur français produit sous licence aux États-Unis, et se révéla vite pas assez puissant et difficile à refroidir. Il fut donc finalement remplacé par un moteur 7 cylindres en étoile Ken-Royce 7-G de 120 ch avec lequel le prototype prit l’air pour la première fois le 28 avril 1940.
Début 1940 la municipalité de Menominee, dans le Michigan, proposa à Jack Baumann de lui trouver un local adapté à son activité et même d’acheter le matériel nécessaire au démarrage de la production. Le prototype partit donc pour Menominee et des vols de démonstration furent organisés pour de possibles investisseurs. Mercury Aircraft (en) Corp fut constituée pour assurer la production et la commercialisation des productions Baumann. Après avoir totalisé une cinquantaine d’heures de vol le prototype fut finalement démonté et utilisé pour enseigner à des ouvriers comment souder les tubes et assembler une aile ou un empennage. L’entrée en guerre des États-Unis paraissait de plus en plus inévitable et le quadriplace ne disposait d’aucun marché.

## Le Baumann BT-120
La guerre approchant Jack Baumann, devenu vice-président et directeur technique de Mercury Aircraft, décida de dériver de son quadriplace un biplace d’entrainement pouvant intéresser le gouvernement, donc un appareil d’école et de voltige élémentaire destiné au Civilian Pilot Training Program. Le fuselage fut aminci, élève et instructeur étant installés en tandem de part et d’autre de la voilure dans des postes ouverts, le train d’atterrissage escamotable remplacé par des jambes fixes, les volets supprimés au plan supérieur. Doté d’un train pantalonné et d’un bâti-moteur plus court, le prototype (NX20471, s/n 1) se révéla un bon appareil. Baumann décida curieusement de le démonter et de l’utiliser pour la formation des ouvriers et la réalisation de l’outillage de production.
C’est donc avec le second BT-120 (pour Baumann Trainer) construit que furent conduits les essais de certification et les essais statiques. Or il apparut que le BT-120 ne répondait pas aux exigences de la CAA en matière de vrille, et six semaines furent nécessaires pour résoudre le problème. La certification fut obtenue le 30 juillet 1941 (ATC 744) et 10 jeux de pièces furent mis en production. Jack Baumann ayant quitté Mercury Aircraft (en) peu après la délivrance du certificat de navigabilité, le biplan fut rebaptisé Mercury Aerobat. Un troisième appareil fut achevé puis la firme ferma ses portes en juillet 1942 par manque de moyens financiers.
Le second prototype (N33900, s/n 2) fut effectivement utilisé par le Civilian Pilot Training Program (CPTP) au Kansas, dans le Michigan et dans l’Ohio. Restauré par Gene Horsman, passionné de Golden, Colorado, cet appareil vole à nouveau depuis 2008. Le troisième Mercury (NC34230, s/n 3) fut converti en traineau motorisé à Menominee au début des années 1950. Utilisé à Green Bay, il a finalement été démoli.

## Sources
1. 1 2 3 4  Jupner
2. 1 2  Aerofiles